# Association sportive d'Aïn M'lila
Maillots
L'Association sportive de Aïn M'lila (en arabe : الجمعية الرياضية لعين مليلة) plus couramment abrégé en AS Aïn M'lila ou encore en ASAM, est un club algérien de football fondé le 16 mai 1933 et basé dans la ville d'Aïn M'lila, dans la wilaya d'Oum El Bouaghi.

## Histoire
L'ASAM est un des plus grands clubs de football de la région Est de l'Algérie.
Présent lors des années 1960, 1970 et début 1980 en paliers de D2 et D3, elle parvient enfin à se hisser en D1 lors de la saison 1983-84, où elle réussit à s'imposer comme un solide adversaire et y passer ainsi 18 ans d'affilée en produisant des grands noms dans le football algérien.
Le club atteint également pendant cette apogée la finale de la Coupe d'Algérie (perdu face à la JS Kabylie 1 but à 0 après prolongation) mais se voit néanmoins se qualifier à la Coupe Arabe pour la première et l'unique fois de son histoire.
Depuis le début des années 2000, l’ASAM ne se porte plus bien et se voit reléguée en D3 en 2004.
Puis quelque chose est arrivé que personne ne s'attendait sur la scène de football, avec le président actuel de l'équipe et en peu de temps, l'équipe a pu revenir à sa position d'origine parmi les grands clubs du championnat algérienne avec deux ascensions consécutives - de la section amateur puis de la deuxième ligue - Elle fait ainsi son retour à la première section professionnelle après 16 ans d'absence entre l'amateur et la deuxième ligue et même entre les associations.[pas clair]

## Identité du club

### Nom du club
Le club et fondé sous l'appellation actuelle, au milieu des années 1970-80s, le club porta le nom de l'Espérance de Aïn  M'lila.

### Couleurs
Les couleurs du club sont le rouge et le noir.

### Logos

Logo actuel.

## Palmarès et résultats sportifs

### Titres et trophées
| Compétitions nationales | Compétitions internationales                                     |
| --- | ---------------------------------------------------------------- |
| - Ligue 1 - 3e place : 1991. - Coupe d'Algérie - Finaliste : 1994. - Ligue 2 (1) - Champion : 1984. - Vice-champion : 2018. | - Coupe arabe des vainqueurs de coupe - Phase de groupes : 1995. |

| Compétitions jeunes                           |
| --------------------------------------------- |
| - Coupe d'Algérie Minimes - Finaliste : 2001. |

### Classement saison par saison
L'ASAM figurait depuis l'indépendance dans les compétitions de football de l'Algérie, elle a rejoint la deuxième division en 1967, puis elle a pu accéder pour la première fois de son histoire en première division en 1984. À partir de la saison 1984-85, le club a évolué pendant 15 saisons d'affilée avant de rétrograder en 1999 mais revient encore pour passer 2 dernières saisons en D1.
L'ASAM a réalisé de bonnes performances en D1 d'Algérie dont la meilleure lors de la saison 1990-91 en se classent 3e, mais aussi 4e en 1987-88 et 5e en 1991-1992. En 2004, l'ASAM se voit être reléguée en D3 algérienne pour la première fois depuis 37 ans.
En 2017, la ville de Aïn M'lila voit son club favoris revenir au palier supérieur du football algérien en accédant en Championnat l'Algérie de ligue 1 2018-19 après 16 ans d'absence (l'ASAM réalise deux accessions successives en 2 ans).
- 1962-63 : C-H Gr. est Gr. I, ?e
- 1963-64 : D2, Gr. Est, 1er
- 1964-65 : D2, ?e
- 1965-66 : D2, 14e
- 1966-67 : D3, 1re Gr. est
- 1967-68 : D2, 7e
- 1968-69 : D2, 12e
- 1969-70 : D2 Gr. Centre-est, 5e
- 1970-71 : D2 Gr. Centre-est, 9e
- 1971-72 : D2 Gr. est, ?e
- 1972-73 : D2 Gr. est, ?e
- 1973-74 : D2 Gr. est, ?e
- 1974-75 : D2 Gr. est, ?e
- 1975-76 : D2 Gr. est, ?e
- 1976-77 : D2 Gr. est, ?e
- 1977-78 : D2 Gr. est, ?e
- 1978-79 : D2 Gr. est, ?e
- 1979-80 : D2 Gr. centre-est, ?e
- 1980-81 : D2 Gr. centre-est, 3e
- 1981-82 : D2 Gr. centre-est, 4e
- 1982-83 : D2, Gr. centre-est, ?e
- 1983-84 : D2 Gr. centre-est, 1re
- 1984-85 : D1, 15e
- 1985-86 : D1, 13e
- 1986-87 : D1, 9e
- 1987-88 : D1, 4e
- 1988-89 : D1, 12e
- 1989-90 : D1, 13e
- 1990-91 : D1, 3e
- 1991-92 : D1, 5e
- 1992-93 : D1, 7e
- 1993-94 : D1, 8e
- 1994-95 : D1, 10e
- 1995-96 : D1, 11e
- 1996-97 : D1, 11e
- 1997-98 : D1 Gr. B, 6e
- 1998-99 : D1 Gr. centre-est, 8e
- 1999-00 : D2, 4e
- 2000-01 : D1, 13e
- 2001-02 : D1, 16e
- 2002-03 : D2 Gr. est, 13e
- 2003-04 : D2 Gr. est, 12e
- 2004-05 : D3 Gr. est, 6e
- 2005-06 : D3 Gr. est, 5e
- 2006-07 : D3 Gr. est, 5e
- 2007-08 : D3 Gr. est, 12e
- 2008-09 : D3 Gr. est, 11e
- 2009-10 : D3 Gr. est, 17e
- 2010-11 : DNA Gr. centre-est, 8e
- 2011-12 : DNA Gr. est, 6e
- 2012-13 : DNA Gr. est, 12e
- 2013-14 : DNA Gr. est, 10e
- 2014-15 : DNA Gr. est, 13e
- 2015-16 : DNA Gr. est, 7e
- 2016-17 : DNA Gr. est, 1er
- 2017-18 : Ligue 2, 2e
- 2018-19 : Ligue 1, 12e
- 2019-20 : Ligue 1, 8e
- 2020-21 : Ligue 1, 17e
- 2021-22 : Ligue 2, centre-est 8e
- 2022-23 : Ligue 2, centre-est 12e
- 2023-24 : Ligue 2, centre-est 14e
- 2024-25 : D3, est e

### Parcours en Coupe Nationale
| Saison  | Tour            | Matchs               | Résultats       |
| ------- | --------------- | -------------------- | --------------- |
| 1962-63 | ?               | ?                    | ?               |
| 1963-64 | ?               | ?                    | ?               |
| 1964-65 | ?               | ?                    | ?               |
| 1965-66 | 1/8 finale      | CR Belcourt          | 3-2             |
| 1966-67 | 1/8 finale      | CR Belcourt          | 2-0             |
| 1967-68 | 1/8 finale      | SCM Oran             | 1-0             |
| 1968-69 | 1/16 finale     | MC Alger             | 6-0             |
| 1969-70 | 1/16 finale     | USM Alger            | 4-0             |
| 1970-71 | ?               | ?                    | ?               |
| 1971-72 | 1/8 finale      | NA Hussein Dey       | 1-0             |
| 1972-73 | 1/16 finale     | USM Blida            | 1-1 t.a.b       |
| 1973-74 | 1/8 finale      | CS Constantine       | 1-0             |
| 1974-75 | 1/8 finale      | MC Oran              | 1-1 t.a.b 4-3   |
| 1975-76 | ?               | ?                    | ?               |
| 1976-77 | ?               | ?                    | ?               |
| 1977-78 | ?               | ?                    | ?               |
| 1978-79 | 1/16 finale     | JE Tizi Ouzou        | 7-0             |
| 1979-80 | 1/16 finale     | US Santé (Alger)     | 2-0             |
| 1980-81 | ?               | ?                    | ?               |
| 1981-82 | 1/32 finale     | JS Djijel            | 2-0             |
| 1982-83 | ?               | ?                    | ?               |
| 1983-84 | ?               | ?                    | ?               |
| 1984-85 | 1/32 finale     | CS Constantine       | 2-0             |
| 1985-86 | 1/32 finale     | CRB El Harrouch      | 2-1             |
| 1986-87 | 1/16 finale     | IRB Laghouat         | 1-0             |
| 1987-88 | 1/16 finale     | ASO Chlef            | 2-0             |
| 1988-89 | 1/16 finale     | WA Tlemcen           | 1-0             |
| 1989-90 | Édition annulée | Édition annulée      | Édition annulée |
| 1990-91 | 1/8 finale      | MC Oran              | 1-0             |
| 1991-92 | 1/4 finale      | NA Hussein Dey       | 2-1             |
| 1992-93 | Édition annulée | Édition annulée      | Édition annulée |
| 1993-94 | Finaliste       | JS Kabylie           | 1-0 a.p         |
| 1994-95 | 1/32 finale     | USM Annaba           | 1-0             |
| 1995-96 | 1/16 finale     | ASM Oran             | 1-0             |
| 1996-97 | 1/32 finale     | IRB Khenchela        | 1-0 a.p         |
| 1997-98 | 1/32 finale     | IB Khemis El Khechna | 1-0             |
| 1998-99 | 1/32 finale     | MC Saida             | 2-1             |

| Saison   | Tour            | Matchs                | Résultats       |
| -------- | --------------- | --------------------- | --------------- |
| 1999-00  | 1/32 finale     | WA Tlemcen            | 2-1 a.p         |
| 2000-01  | 1/16 finale     | USM Alger             | 2-0             |
| 2001-02  | 1/16 finale     | MC Oran               | 2-1 a.p         |
| 2002-03  | 1/64 finale     | CRB Ain Charchar      | ?               |
| 2003-04  | 1/8 finale      | IRB Aflou             | 1-0             |
| 2004-05  | ?e T.R          | ?                     | ?               |
| 2005-06  | 1/16 finale     | MC El Eulma           | 1-0             |
| 2006-07  | ?e T.R          | ?                     | ?               |
| 2007-08  | ?e T.R          | ?                     | ?               |
| 2008-09  | 1/64 finale     | JS Djijel             | 1-0             |
| 2009-10  | 4e T.R          | FC Bir El-Arch        | ?               |
| 2010-11  | 1/32 finale     | JSM Bejaia            | 0-0 t.a.b 5-4   |
| 2011-12  | 1/64 finale     | US Chaouia            | 1-0             |
| 2012-13  | 1/8 finale      | WA Tlemcen            | 1-1 t.a.b 3-2   |
| 2013-14  | 1/16 finale     | US Chaouia            | 3-1             |
| 2014-15  | 1/64 finale     | DRB Tadjenanet        | 1-1 t.a.b 5-4   |
| 2015-16  | 1/16 finale     | ASB Maghnia           | 1-0             |
| 2016-17  | 3e T.R          | CB Mila               | ?               |
| 2017-18  | 1/4 finale      | CR Zaouia             | 2-1 a.p         |
| 2018-19  | 1/16 finale     | JSM Bejaia            | 2-1             |
| 2019-20* | 1/8 finale      | CA Bordj Bou Arreridj | 3-1             |
| 2020-21  | Édition annulée | Édition annulée       | Édition annulée |
| 2021-22  | Édition annulée | Édition annulée       | Édition annulée |
| 2022-23  |                 |                       |                 |
| 2023-24  |                 |                       |                 |
| 2024-25  |                 |                       |                 |

#### Statistiques en tours atteints
L'ASAM à participer en 55 édition, éliminé au tours régionale 09 fois et atteint les tours finale 33 fois.
| Édition | 1er tour | 2e tour | 3e tour | 4e tour | 64e de finale | 32e de finale | 16e de finale | 8e de finale | Quart de finale | Demi-finale | Finale | Champion |
| ------- | -------- | ------- | ------- | ------- | ------------- | ------------- | ------------- | ------------ | --------------- | ----------- | ------ | -------- |
| 55-18   | -        | -       | 01      | 01      | 03            | 08            | 14            | 08           | 02              | 00          | 01     | 00       |

## Personnalités du club

### Présidents
- Abdelmoumen Abdallah
- Arnaud Gabriel
- Adjroud Abderrahmane
- Lakhdari Abdelaziz
- Messikh Mohammed
- Dib Abdelkrim
- Djeddi Omar
- Bakha Abderrahmane
- Oounissi Belgacem
- Guerroud Rabah
- Kraimia Ahmed
- Hebboudji Ali
- Mennoubi Ammar
- Khouni Sebti
- Ziad Ali
- Benzekri Abdelmadjid
- Ababssa Ammar
- Guerroud Sebti dit "Rachid"
- Boussekine Boudjemaa dit "Djamel"
- Bensid Amor
- Makken Nadhir
- Azzouz Salah
- Moudjari Cherif
- Hasskoura Tarek dit "Elhadj Kiki"
- Bouti Mesbah dit "El Wafi"
- Khelifi Abdessalem
- Bensid Elhadi dit "Chedad"

### Entraîneurs
- Dan Anghelescu (2003).

### Joueurs emblématiques
- Lyamine Bougherara, Salaheddine Benhamadi

## Structures du club

### Structures sportives

#### Stades
- Stade des frères Demane-Debbih, d'une capacité de 8500 places.
- Stade Khelifi-Touhami Zoubir, d'une capacité de 8000 places.

### Équipementiers et sponsors
- Joma est l'équipementier actuel de l'ASAM.
- APC Aïn M'lila sponsorise le club.

## Culture populaire et image

### Affluence et supporters

#### Groupe de supporteurs
Il y a trois groupes pour supporter le club.
| Nom                 | Abréviation | Date de création | Emplacement du stade |
| ------------------- | ----------- | ---------------- | -------------------- |
| Groupe Rossoneri    | GRN12       | 2016             | Gradin               |
| Groupe Red Scorpion | GRS         | 2015             | Tribune              |
| Groupe Black Boys   | GBB         | 2017             | Tribune              |

### Rivalités footballistiques

#### Clubs amis
- JSM Skikda
- US Chaouia
- US Biskra

## s

### Cyclisme
L'ASAM est l'une des plus grandes équipes de cyclisme d'Algérie sous la houlette technique de Saïd Khelifi. Ce fut notamment le cas des coureurs Salah Saoula, Khelifi Touhami Zoubir et Ammar Menoubi, qui ont remporté plusieurs prix prestigieux. De 1959 à 1965 le tandem Saoula-Bakha a gagné tous les critériums de l'est Algérien, dont le Biskra-Constantine en 1960.

### Sources et liens externes
- Ressource relative au sport :   - Transfermarkt
- Notices d'autorité :   - VIAF